# Katedrála svatého Martina z Tours a svatého Štěpána
Katedrála svatého Martina a svatého Štěpána (německy Der Hohe Dom zu Mainz či Mainzer Dom) v Mohuči byla původně postavená v románském slohu.

## Historie
V pozdějších obdobích ke katedrále přibyly gotické a barokní přístavby. Práce na trojlodní stavbě zasvěcené svatému Martinovi a svatému Štěpánovi začaly v roce 975/976.

### Související články

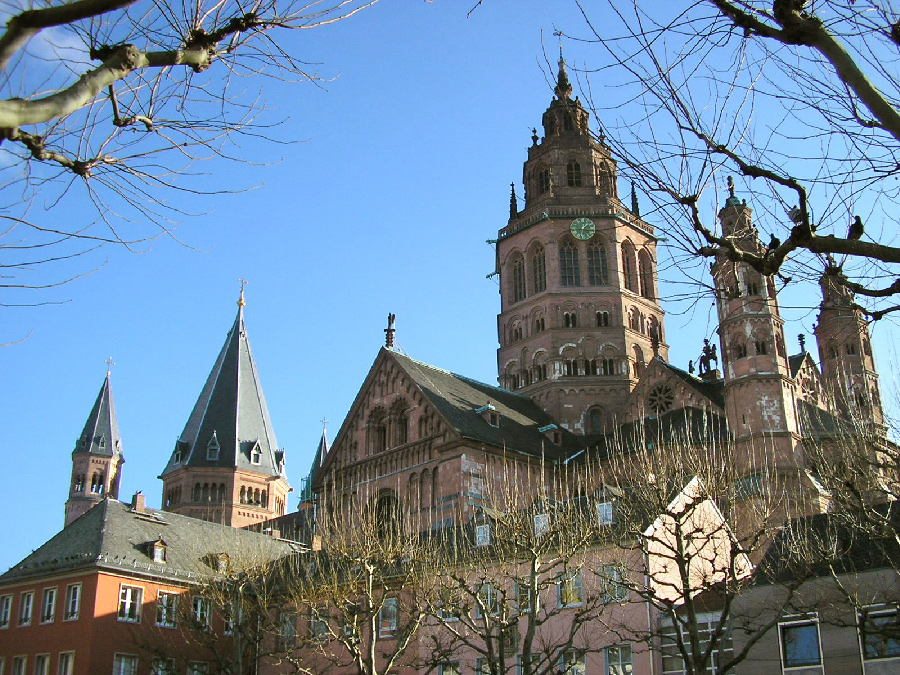
Pohled z jihozápadu